# Iio Sōgi
Iio Sōgi est un nom japonais traditionnel ; le nom de famille (ou le nom d'école), Iio, précède donc le prénom (ou le nom d'artiste).
Pour les articles homonymes, voir Iio.

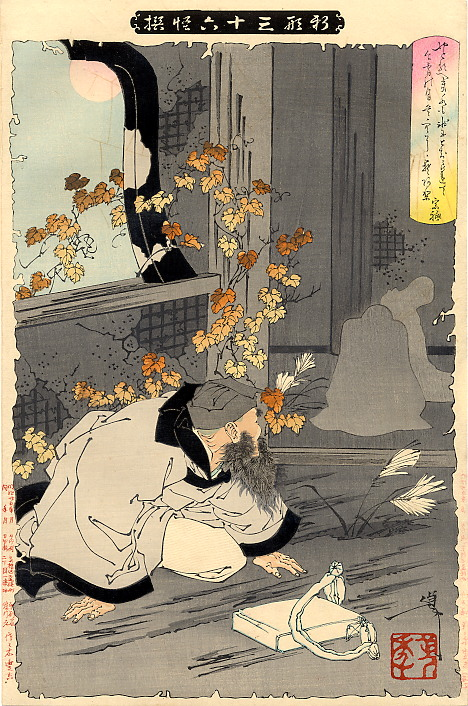
Une estampe de Tsukioka Yoshitoshi représente Sōgi écrivant un couplet pour un fantôme.

Iio Sōgi, généralement connu sous le nom Sōgi (宗祇) (1421-1502) est un poète japonais.
Originaire d'une humble famille de la province de Kii ou d'Ōmi, il meurt à Hakone le 1er septembre 1502. Sōgi est un moine Zen du temple de Shokokuji à Kyoto qui a étudié tant la poésie waka que la poésie renga. Il devient poète renga de profession quand il est trentenaire.
Durant ses voyages dans presque toutes les régions du Japon, il est accueilli par les personnages les plus importants de la politique, de l'armée et de la littérature de son temps. Il attire plus de disciples que tout autre poète de sa génération. Après avoir parcouru le Japon, il retourne à Kyoto où il inspire un grand respect.
Son journal Tsukushi no michi no ki fait part d'un voyage à Kyushu en 1480.
Il est surtout connu pour ses ranga auxquels deux voire plusieurs poètes collaborent pour créer un poème en composant des strophes alternées. Du temps de Sōgi, de pareils renga comportent communément 100 vers. Issu de la tradition de cour du waka, le renga est pratiqué aussi bien par la classe des guerriers que par celle des courtisans et quelques-uns des meilleurs poètes de ranga, comme l'est Sōgi, sont des roturiers.
Sōgi est considéré comme le plus grand maître de renga et ses deux plus fameuses compositions s'intitulent « Trois poètes à Minase » (Minase sangin hyakuin, 1488) composé avec ses élèves Sōchō et Shōhaku  et « Trois poètes à Yuyama » (Yuyama sangin hyakuin, 1491). Ce poète exceptionnel laisse plus de 90 opus (anthologies, journaux, critiques poétiques et manuels entre autres). Son dernier œuvre s'appelle « Sōgi seul », qui contient principalement ses mémoires.